# Élections législatives algériennes de 1987
Les élections législatives algériennes de 1987 se sont déroulées le 26 février 1987. Le seul parti autorisé est alors le Front de libération nationale, qui présente 885 candidats pour 295 sièges. Les votants doivent cocher le nom du candidat choisi. La participation est de 87%.

## Résultats
|                        |            |       |        |  |  |  |  |  |  |
| Parti                  | Votes      | %     | Sièges |  |  |  |  |  |  |
| FLN                    |            | 100   | 295    |  |  |  |  |  |  |
| Total                  | 9 910 631  | 100   | 295    |  |  |  |  |  |  |
| Inscrits/participation | 11 328 680 | 87,48 | –      |  |  |  |  |  |  |
| Source: IPU            |            |       |        |  |  |  |  |  |  |